# Alphonse Le Hénaff
Pour les articles homonymes, voir Le Hénaff.
Alphonse François Le Hénaff né le 28 juillet 1821 à Guingamp où il est mort le 29 août 1884 est un peintre français.

## Biographie

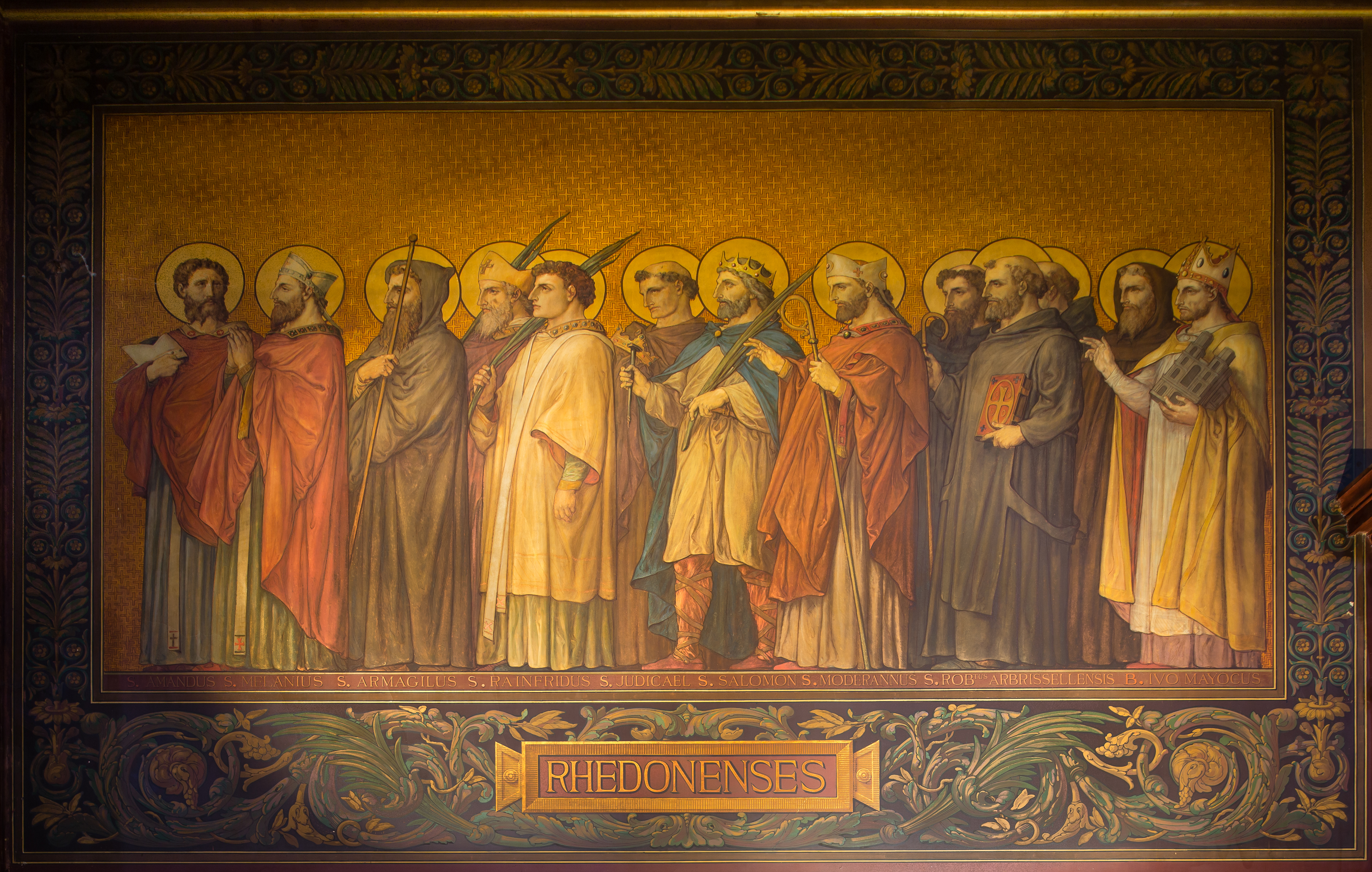
Procession des saints de Bretagne (1871-1876), Rennes, cathédrale Saint-Pierre.

Alphonse Le Hénaff est admis à l'École des beaux-arts de Paris dans l'atelier de Paul Delaroche (1832-1843). Il fut, comme le note l'abbé Pommeret, un des rénovateurs de la peinture religieuse au XIXe siècle, avec Hippolyte Flandrin.
En 1867, il s'installe à Rennes. Il meurt à Guingamp le 29 août 1884.
La municipalité de Guingamp, sa ville natale a donné son nom à une rue de la ville.

## Collections publiques
- Auray, basilique Sainte-Anne : peintures murales, 1876.
- Guingamp, basilique Notre-Dame du Bon-Secours : Le Baptême du Christ, 1848-1852, huile sur toile,  Classé MH (1994)[3].
- Mauron, chapelle de l'Action de Grâces, abside : Le Christ Pantocrator, 1870[4].
- Nantes, église Notre-Dame-de-Bon-Port :
  - peintures murales pour le sanctuaire, 1858-1860, comprenant trois scènes prophétiques, de la messe et de la communion. Également le tambour du dôme et ses quatre pendentifs de la rotonde (peintures sur muraille, encadrées) ;
  - peinture murale, 1865,  Classé MH (1975)[5].
- Nesles-la-Vallée, église Saint-Symphorien : Chemin de Croix, 1862, huile sur toile[6].
- Paris, église Saint-Eustache :
  - La Vocation de saint Eustache, 1855, peinture murale,  Classé MH (1862)[7] ;
  - Le Baptême de saint Eustache, 1855, peinture murale,  Classé MH (1862)[8] ;
  - L'Exil de saint Eustache, 1855, peinture murale,  Classé MH (1862)[9] ;
  - Le Martyre de saint Eustache, 1855, peinture murale,  Classé MH (1862)[10].
- Plouha, église Saint-Pierre : Le Sacré-Cœur de Jésus, Salon de 1845, huile sur toile,  Classé MH (199).
- Plourivo, église Saint-Pierre : La Vierge au Rosaire, sainte Catherine de Sienne et saint Dominique, vers 1869, huile sur toile
- Rennes :
  - cathédrale Saint-Pierre, déambulatoire du chœur : Procession des saints de Bretagne, 1871-1876, série de huit peintures murales à la cire.
  - musée des Beaux-Arts :
    - Étude d'homme debout, vers 1870, dessin[11] ;
    - Étude de femme, vers 1870, dessin[12] ;
    - Étude de saint, vers 1870, crayon noir[13] ;
    - La Déploration (vers 1498-1499), d'après le bois gravé d'Albrecht Dürer, encre noire sur calque[14] ;
    - Portrait du docteur Joanin, ami du peintre, 1846, huile sur toile[15] ;
    - Saints, 1863, grisaille, huile sur toile, étude pour l'église Notre-Dame de Bon-Port à Nantes[16].

## Salons
- 1845 : Le Sacré-Cœur.
- 1846 : Portait du Dr Joanin.

## Expositions
- Exposition universelle de 1867 à Paris : Résurrection des morts.